# Endel Lippmaa
Endel Lippmaa (ur. 15 września 1930 w Tartu, zm. 30 lipca 2015) – estoński fizyk, chemik i działacz polityczny.

## Życiorys i działalność naukowa
Był synem botanika, Teodora Lippmaa. Ukończył Gimnazjum Nõmme w 1948, a w 1953 Politechnikę w Tallinnie, specjalizując się w technologii łupków naftowych. W 1956 obronił pracę kandydata nauk pod tytułem „Dynamika estońskich produktów łupkowych na bazie oleju w trakcie rozkład termicznego”. W 1971 uzyskał tytuł profesora w dziedzinie fizyki chemicznej i chemii fizycznej. Od 1972 był członkiem Estońskiej Akademii Nauk.
Od 1956 do 1961 był starszym wykładowcą i profesorem nadzwyczajnym na Uniwersytecie Technicznym w Tallinie. W latach 1961–1980 kierował działem fizyki w Instytucie Cybernetyki. Od 1980 związany był z procesem tworzenia Instytutu Fizyki Chemicznej i Biologicznej. W latach 2001–2006 był szefem Centrum Spektrometrii Analitycznej, a później jego główne wyzwania naukowe związane były z Europejskim Centrum Badań Jądrowych (CERN).
Był doktorem honoris causa kilku uniwersytetów i członkiem stowarzyszeń zawodowych zarówno w Estonii, jak i poza jej granicami. W 1999 został wybrany w plebiscycie najważniejszych postaci Estonii XX wieku. W 2000 uzyskał nagrodę państwową za całokształt badań. W tym samym roku otrzymał Order Godła Narodowego II klasy. W 2006 otrzymał nagrodę National Thought Award.

## Działalność polityczna
Uczestniczył w działaniach Frontu Ludowego i był członkiem Kongresu Estońskiego oraz członkiem założycielem Partii Konwentu. Pełnił urząd ministerialny w rządzie Edgara Savisaara, w drugim oraz trzecim rządzie Tiit Vähi, jak również był członkiem VIII Riigikogu jako kandydat na listę Partii Ustawodawczej i Zgromadzenia Państwowego w latach 1995–1999.
W latach 80. XX wieku, gdy Estonia pozostawała republiką radziecką, wykorzystał swoją zgodę na wyjazd za granicę na spotkania naukowe w celu zbadania niemieckich i rosyjskich dokumentów dotyczących paktu Ribbentrop-Mołotow i jego dodatkowego tajnego protokołu w amerykańskich i niemieckich archiwach.
Był zwolennikiem integracji Estonii z Unią Europejską.

## Rodzina
Z żoną Helle miał dwóch synów.

## Odznaczenia
- Order Herbu Państwowego II klasy (2000)[4]